# Джеси Джейн
Джеси Джейн (на английски: Jesse Jane) е артистичен псевдоним на американската порнографска актриса и еротичен модел Синди Тейлър (Cindy Taylor). Определяна е като лицето на модерното порно.

## Ранен живот
Родена е на 16 юли 1980 г. в град Форт Уърт, щата Тексас, САЩ в семейство на военни и израства в различни военни бази в средния запад на САЩ.
Занимава се с танци и е мажоретка в гимназията в град Роуз Хил, Канзас. Завършва гимназията в град Муур, щата Оклахома През 1998 г. Работи като модел и печели титлата „Мис Хавайски тропик модел“.

## Кариера
Дебютира като актриса в порнографската индустрия през 2002 г., когато е на 22-годишна възраст. Същата година сключва ексклузивен договор с продуцентската компания „Диджитъл Плейграунд“.
Играе водеща роля в двете части на „Пирати“, който е сред най-високобюджетните порнографски филми за всички времена.
През 2007 г. участва в еротичен фестивал в Копенхаген, Дания и печели награда за най-добре продавана международна звезда.
Два пъти е водеща на наградите на AVN, като през 2006 г. води церемонията по връчване на наградите заедно с комедийния актьор Грег Фрицсимънс, а през 2013 г. с Аса Акира са водещи на юбилейната 30-а церемония.
Според публикации в медиите Джейн е спечелила около 8 млн. долара от кариерата си в порнографската индустрия към 2012 г.
През януари 2015 г. подписва двегодишен ексклузивен договор с компанията „Джулс Джордан видео“, който предвижда участието ѝ в по осем филма на година.
Мейнстрийм изяви
През 2004 г. получава камео роля в игралния филм „Старски и Хъч“. Участва в игралните филми „Спасители на плажа: Хавайска сватба“ (2003), Бъки Ларсън: Роден да бъде звезда (2011), както и в документалния филм „Aroused“ (2013 г.) за живота на 16 от най-популярните порнографски филмови актриси. Джейн заедно с Девън и Тийгън Пресли се появяват като гост-звезди в епизода „Аз също те обичам“ от сериала на HBO „Антураж“.
На 25 юли 2006 г. е гост в „Тазвечершното шоу“ на Джей Лено, където заявява, че името ѝ е Синди.
На обложката е на албума „Desensitized“ на алтърнатив метъл групата Drowning Pool.
Водеща е на шоу програми по телевизионния канал на „Плейбой“. Има своя рубрика в австралийското списание „Australian mag“, където отговаря на писмата на читатели, отнасящи се до всевъзможни сексуални проблеми. Пише статии и за списание „Чери“.
На кориците е на списания като „Плейбой“, „Пентхаус“, „FHM“, „Максим“, „Фронт“, „Стрип Лас Вегас“, „Арена“, „Мъжка атлетика“. Снима фотосесия за чешкото издание на списание Плейбой, публикувана в броя му за месец февруари 2007 г., като тя е и момиче на корицата. Избрана е за „Плеймейт“ в броя за месец март 2014 г. на изданието на списание „Плейбой“ във Венецуела. Изданието на списание „FHM“ в Мексико поставя Джейн на корицата на броя си за месец декември 2007 г. и публикува 10 страници фотосесия с нея. Снима фотосесия за австралийската версия на „Пентхаус“, където е публикувано и нейно интервю и тя става любимка за месец ноември 2010 г.
Включена е в списъка на „Мръсната дузина: най-популярните звезди в порното“ на телевизионния канал CNBC, публикуван през 2011 г. Следваща година телевизията прави втори пореден такъв списък, отнасящ се вече конкретно към 2012 г., в който Джейн отново намира място. Попада в „Мръсната дузина“ на CNBC и през 2014 г.
През 2011 г. започва да се занимава и с частен бизнес, като поставя началото на производство на своя марка текила, наречена „Диоса“ („Diosa“).

## Личен живот
Има един син, роден през 2000 г.
Имала е интимна връзка с рок музикантите Томи Лий и Кид Рок. През 2007 г. се омъжва за порноактьора Рик Патрик.

## Смърт
Умира на 43 години на 24 януари 2024 г., в резултат на предозиране с наркотици в дома си в Мур, Оклахома.

## Награди и номинации
Зали на славата и награди за цялостно творчество
- 2008: NightMoves зала на славата.[43]
- 2012: XRCO зала на славата.[44][45]
- 2013: AVN зала на славата.[10]
- 2014: Venus награда на журито за цялостно творчество.[46]

Носителка на индивидуални награди
- 2004: Venus награда за най-добра американска актриса.[47]
- 2004: CAVR награда за MVP на годината.[48]
- 2004: Delta di Venere награда за най-добра американска актриса.[49]
- 2007: F.A.M.E. награда за най-горещо тяло.[50]
- 2007: Venus награда за най-добра американска актриса.[51]
- 2007: Scandinavian Adult награда за най-добре продавана международна звезда.[11]
- 2008: F.A.M.E. награда за най-горещо тяло.[52][53]
- 2008: Eroticline награда за най-добра американска актриса.[54]
- 2009: F.A.M.E. награда за най-горещо тяло.[55]
- 2009: Hot d'Or награда за най-добра американска актриса – „Пирати 2: Отмъщението на Стагети“.[56]
- 2012: AVN награда за най-добра поддържаща актриса – „Бойци“.[57]
- 2012: NightMoves награда за най-добра изпълнителка (избор на феновете).[58]

Носителка на награди за изпълнение на сцени
- 2006: AVN награда за най-добра секс сцена само с момичета (видео) – „Пирати“ (с Джанин Линдемълдър).[59]
- 2007: AVN награда за най-добра секс сцена само с момичета (видео) – „Островна треска 4“ (с Яна Кова, Тийгън Пресли и София Санти).[60][61]
- 2009: AVN награда за най-добра групова секс сцена само с момичета – „Мажоретки“ (с Адреналин, Шей Джордан, Бриана Лов, Мемфис Монро, Прия Рай, София Санти, Стоя и Лекси Тайлър).[62]
- 2009: AVN награда за най-добра секс сцена с двойка само момичета – „Пирати 2: Отмъщението на Стагети“ (с Беладона).[62]
- 2011: AVN награда за най-добра групова секс сцена само с момичета – „Телесна топлина“ (с Кейдън Крос, Райли Стийл, Кацуни и Рейвън Алексис).[63]
- 2011: AVN награда за най-дива секс сцена (награда на феновете) – „Телесна топлина“ (с Кацуни, Райли Стийл, Рейвън Алексис и Кейдън Крос).[63]
- 2013: XBIZ награда за най-добра сцена – само момичета – „Майки и дъщери“ (с Кейдън Крос, Райли Стийл, Селена Роуз и Вики Чейс).[64]
- 2014: XBIZ награда за най-добра сцена в игрален филм – „Кодекс на честта“ (с Райли Стийл, Стоя, Кейдън Крос, Селена Роуз и Мануел Ферара)[65]

Номинации за индивидуални награди
- 2003: Номинация за Venus награда за най-добра нова актриса в САЩ.[66]
- 2004: Номинация за AVN награда за най-добра нова звезда.[67]
- 2005: Номинация за AVN награда за най-добра актриса (видео) – „Зареден“.[68]
- 2005: Номинация за CAVR награда за звезда на годината.[69]
- 2006: Номинация за CAVR награда за MVP на годината.[70]
- 2006: Финалистка за F.A.M.E. награда за любима порноактриса.[71]
- 2006: Финалистка за F.A.M.E. награда за най-горещо тяло.[71]
- 2006: Номинация за Temptation награда за най-добра актриса (видео) – „Пирати“.[72]
- 2006: Номинация за Temptation награда за съблазнителка.[72]
- 2006: Номинация за Temptation награда за най-добър изпълнител на договор/най-ценна звезда на договор.[72]
- 2007: Номинация за AVN награда за Crossover звезда на годината.[73]
- 2007: Номинация за AVN награда за звезда на годината на договор.[73]
- 2007: Финалистка за F.A.M.E. награда за любима жена звезда.[74]
- 2007: Финалистка за F.A.M.E. награда за най-горещо тяло.[74]
- 2007: Номинация за CAVR награда за MVP на годината.[75]
- 2007: Номинация за NightMoves награда за най-добра екзотична танцьорка.[76]
- 2008: Номинация за XBIZ награда за изпълнителка на годината.[77]
- 2008: Номинация за AVN награда за изпълнителка на годината.[78]
- 2008: Номинация за AVN наградата на Джена Джеймисън за Crossover звезда на годината.[78]
- 2008: Номинация за CAVR награда за MVP на годината.[79]
- 2008: Номинация за NightMoves награда за най-добра изпълнителка.[80]
- 2008: Номинация за AEBN VOD награда за изпълнител на годината.[81]
- 2009: Номинация за AVN награда за изпълнителка на годината.[82]
- 2009: Номинация за AVN награда за най-добра актриса – „Пирати 2: Отмъщението на Стагети“.[82]
- 2009: Номинация за XBIZ награда за изпълнителка на годината.[83]
- 2009: Номинация за XRCO награда за актриса – единично изпълнение.[84]
- 2009: Финалистка за F.A.M.E. награда за любима жена звезда.[85]
- 2010: Номинация за AVN награда изпълнителка на годината.[86]
- 2010: Номинация за XBIZ награда за изпълнителка на годината.[87]
- 2010: Финалистка за F.A.M.E. награда за любима жена звезда.[88]
- 2010: Финалистка за F.A.M.E. награда за любима орална звезда.[88]
- 2010: Финалистка за F.A.M.E. награда за най-горещо тяло.[88]
- 2010: Номинация за F.A.M.E. награда за любими гърди.[88]
- 2010: Номинация за NightMoves награда за най-добра изпълнителка.[89]
- 2010: Номинация за XFANZ награда за жена звезда на годината.[90]
- 2011: Номинация за AVN награда за Crossover звезда на годината.[91][92]
- 2011: Номинация за XBIZ награда за изпълнителка на годината.[93]
- 2011: Номинация за Exotic Dancer награда за изпълнение в порнографски филм.[94]
- 2012: Номинация за AVN награда за изпълнителка на годината.[95]
- 2012: Номинация за AVN награда за Crossover звезда на годината.[95]
- 2012: Номинация за XBIZ награда за изпълнителка на годината.[96]
- 2012: Номинация за Dorcel Vision награда за най-добра международна актриса.
- 2012: Номинация за NightMoves награда за най-добро тяло.[97]
- 2013: Номинация за NightMoves награда за най-добра изпълнителка.[98]
- 2013: Номинация за NightMoves награда за най-добро тяло.[98]
- 2014: Номинация за XBIZ награда за изпълнителка на годината.[99]
- 2014: Номинация за XBIZ награда за Crossover звезда на годината.[99]
- 2014: Номинация за XBIZ награда за най-добра актриса в игрален филм – „Шаферките“.[99]
- 2014: Номинация за XBIZ награда за най-добра актриса в тематично издание за двойки – „Обичам Джеси“.[99]
- 2014: Номинация за AVN награда за най-добра актриса – „Кодекс на честта“.[100]
- 2014: Номинация за XRCO награда за най-добра актриса – „Кодекс на честта“.[101]

Номинации за награди за изпълнение на сцени
- 2012: Номинация за AVN награда за най-добра секс сцена с тройка (момиче/момиче/момче) – „Убийци“ (с Биби Джоунс и Мануел Ферара).[95]
- 2014: Номинация за XBIZ награда за най-добра сцена в игрален филм – „Шаферките“.[99]
- 2014: Номинация за XBIZ награда за най-добра сцена в игрален филм – „Код на честта“.[99]

Други признания и отличия
- 89-о място в класацията на списание „Комплекс“ – „Топ 100 на най-горещите порно звезди (точно сега)“, публикувана през месец юли 2011 г.[102]
- 3-то място в класацията на списание „Комплекс“ – „15-те най-горещи порнозвезди над 30“, публикувана през месец март 2011 г.[103]

## Списания
- 2004: Maxim (САЩ) – август.[104]
- 2005: Maxim, Чехия – момиче на корицата за март.[105]
- 2007: Плейбой, Чехия – момиче на корицата за месец февруари.[30]
- 2011: Хъслър: момиче на корицата за август.[106]
- Чери (момиче на корицата).[27]
- People (на корицата).[105]
- Revolver (на корицата).[105]
- Sport Truck (на корицата).[105]
- Fast Fords & Muscle Mustangs (корицата).[105]
- Toronto Star’s „Health“, Канада (на корицата).[104]
- Front (на корицата).[104]
- Access Unlimited (на корицата).[104]
- Hustler, Канада (на корицата).[104]
- Club (на корицата).[104]
- AVN (на корицата).[104]
- National Enquirer .[105]
- US Weekly.[105]